# Stedelijk Conservatorium Brugge
Het Stedelijk Conservatorium Brugge is een stedelijke academie voor muziek, woord en dans, gevestigd in Brugge in België. Het hoofdkantoor bevindt zich aan de Sint-Jakobsstraat 23-27. 

## Geschiedenis en Renovatie
Het conservatorium is gehuisvest in het historische Huis Claesman, een stadspaleis uit 1742. In juni 2020 startte de stad Brugge met een grondige renovatie en restauratie van het gebouw, met een investering van 4,1 miljoen euro. 
De werkzaamheden omvatten functionele aanpassingen, optimalisaties en restauraties om het gebouw geschikt te maken voor modern gebruik, terwijl het historische karakter behouden bleef. Na twee jaar intensieve verbouwingen werden de lessen in september 2022 hervat in het vernieuwde conservatorium.

## Directie
Sinds 1 mei 2021 staat het Stedelijk Conservatorium Brugge onder leiding van directeur Bart Naessens, een gerenommeerd dirigent en organist. 
Hij volgde Gunter Carlier op, die de functie sinds september 2013 bekleedde.

## Aanbod
Het conservatorium biedt opleidingen in drie domeinen:
- Muziek: Leerlingen kunnen vanaf 6 jaar starten met muziekinitiatie. Vanaf 8 jaar volgen ze een traject dat bestaat uit verschillende graden, waarbij instrumentlessen en muzieklab centraal staan. Volwassenen vanaf 15 jaar kunnen een gelijkaardig traject volgen in aparte groepen.
- Dans: Vanaf 8 jaar kunnen leerlingen instromen in de tweede graad, waar ze 2 uur per week Danslab volgen. In de derde graad kiezen ze tussen klassieke of hedendaagse dans en krijgen ze 2,5 uur les per week.
- Woord: Leerlingen vanaf 8 jaar kunnen deelnemen aan het Woordlab, waar ze leren vlot praten en vertellen in Standaardnederlands, toneelspelen en fantaseren met klasgenoten.

## Leerkrachten
Het conservatorium beschikt over een team van gespecialiseerde leerkrachten, waaronder Mark Lambrecht, met een hoge artistieke en pedagogische kwalificatie. Velen van hen zijn actief als uitvoerend kunstenaar en brengen hun praktijkervaring mee in het onderwijs. Het team bestaat uit ongeveer 120 docenten die lesgeven aan ongeveer 1.700 leerlingen. 

## Locaties
Naast het hoofdkantoor heeft het conservatorium verschillende leslocaties in en rond Brugge. 